# Mogera imaizumii
Mogera imaizumii es una especie de musaraña de la familia Talpidae.

## Distribución geográfica
Es endémica de Japón.